# Monastero di Kalenić
Il Monastero di Kalenić (in serbo Манастир Каленић?, Manastir Kalenić) è un antico complesso sacro della chiesa ortodossa della Serbia, ubicato a Kalenićki Prnjavor, frazione del comune di Rekovac (Pomoravlje). È disegnata in stile moravo.
Il monastero è iscritto, dal 1979, nella lista dei monumenti culturali d'importanza eccezionale per la Republica Serba (identificato col codice numerico: "SK 245").
Il monastero è ancora in funzione e abitato da una comunità femminile di religiose.

## Storia e descrizione

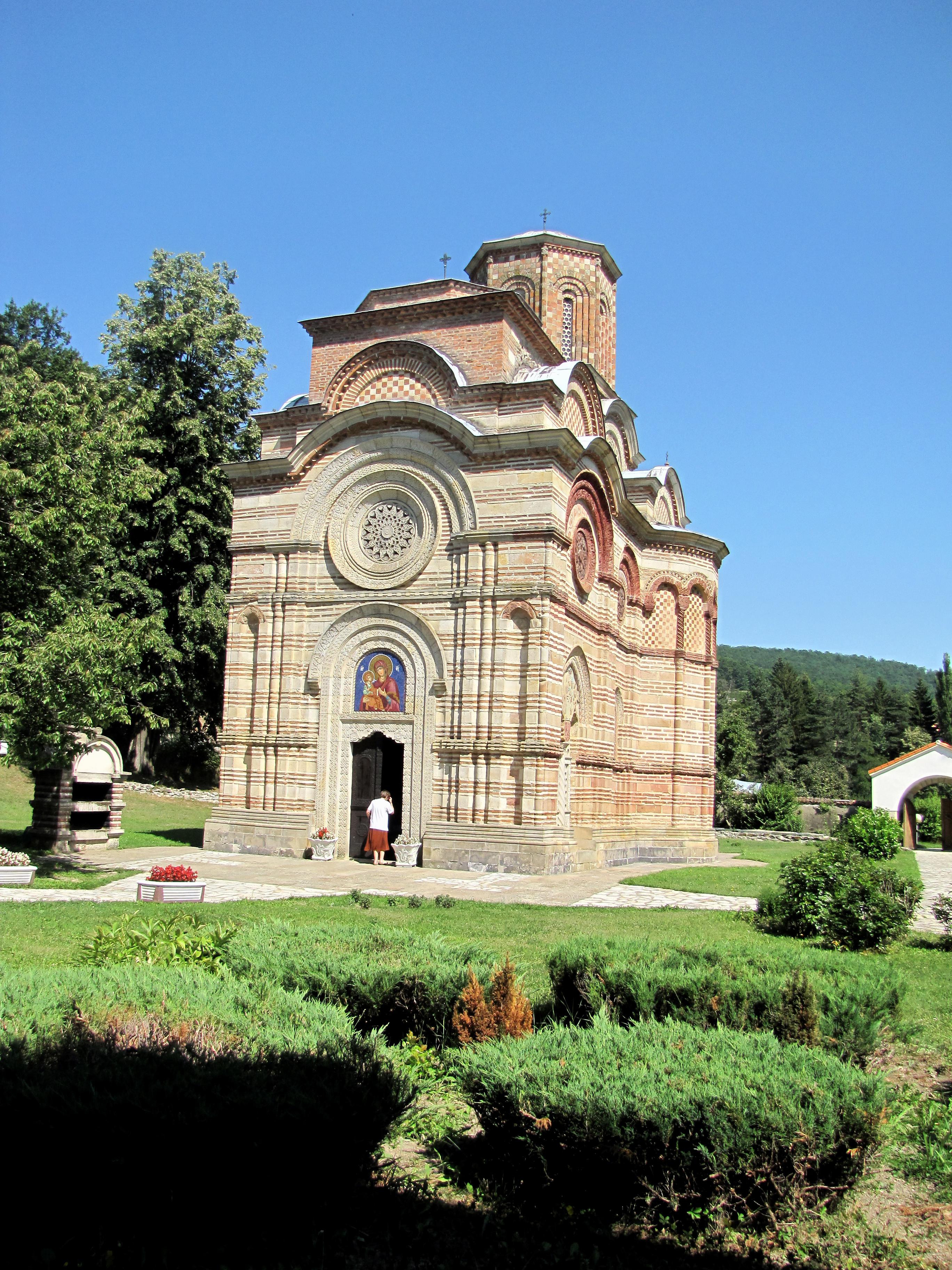
Un'altra veduta laterale della chiesa.

Il monastero di Kalenić fu costruito intorno al 1415 da un certo Bogdan, compagno del despota Stefan Lazarević. Abbandonato nel XVII sec., durante le rivolte anti-ottomane tra il 1788 e il 1791, subì un incendio. Venne così restaurato dal principe Milos Obrenovich, nel 1823.
L'architettura della chiesa, dedicata alla Presentazione della Madre di Dio al Tempio, è tipica della scuola morava, ugale ad altri esempi che si possono osservare nella zona (i monasteri di Ravanica, di Lazarica, e di Ljubostinja): abside raggiante, navata unica con volta a botte e nartece occidentale (quest'ultimo realizzato nel 1806). Le pareti esterne della chiesa sono ornate da sculture che riproducono scene reali (caccia, lotta di Sansone contro l'immortalità, etc.), e affreschi simili a quelli che si ammirano a San Salvatore in Chora (Istanbul), con scene che rappresentano le nozze di Cana e un ritratto del fondatore, Bogdan, accanto al despota Stefan Lazarević, e alla sua consorte, Milica. È stata proposta l'identificazione dell'affreschista con lo stesso autore del manoscritto miniato dell'Evangelario di Radoslav (1429), e dei suoi aiutanti.

## Gallerie d'immagini

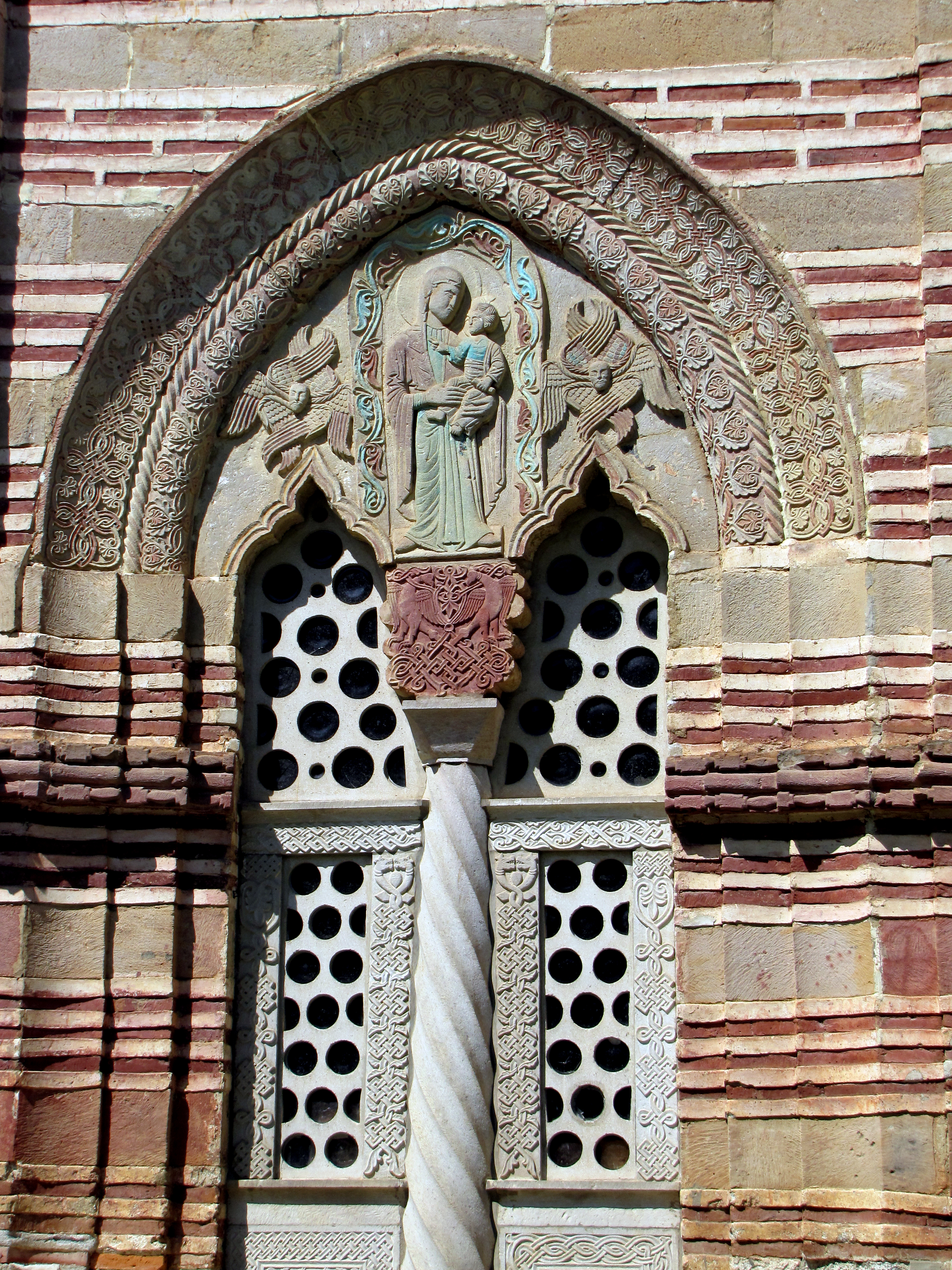
Bifore decorate: rilievo della Madonna col Bambino.
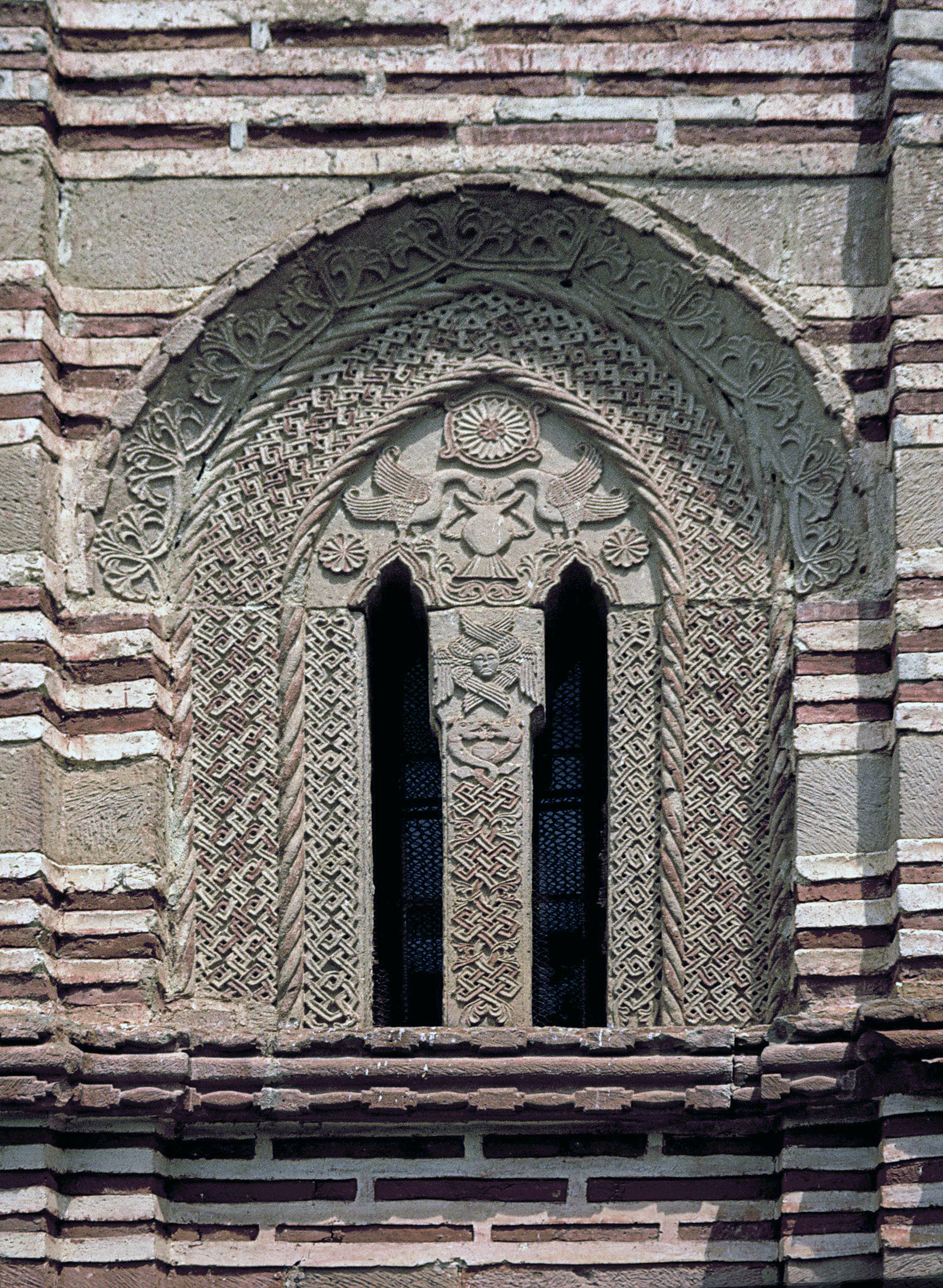
Rilievo dei due pelicani.
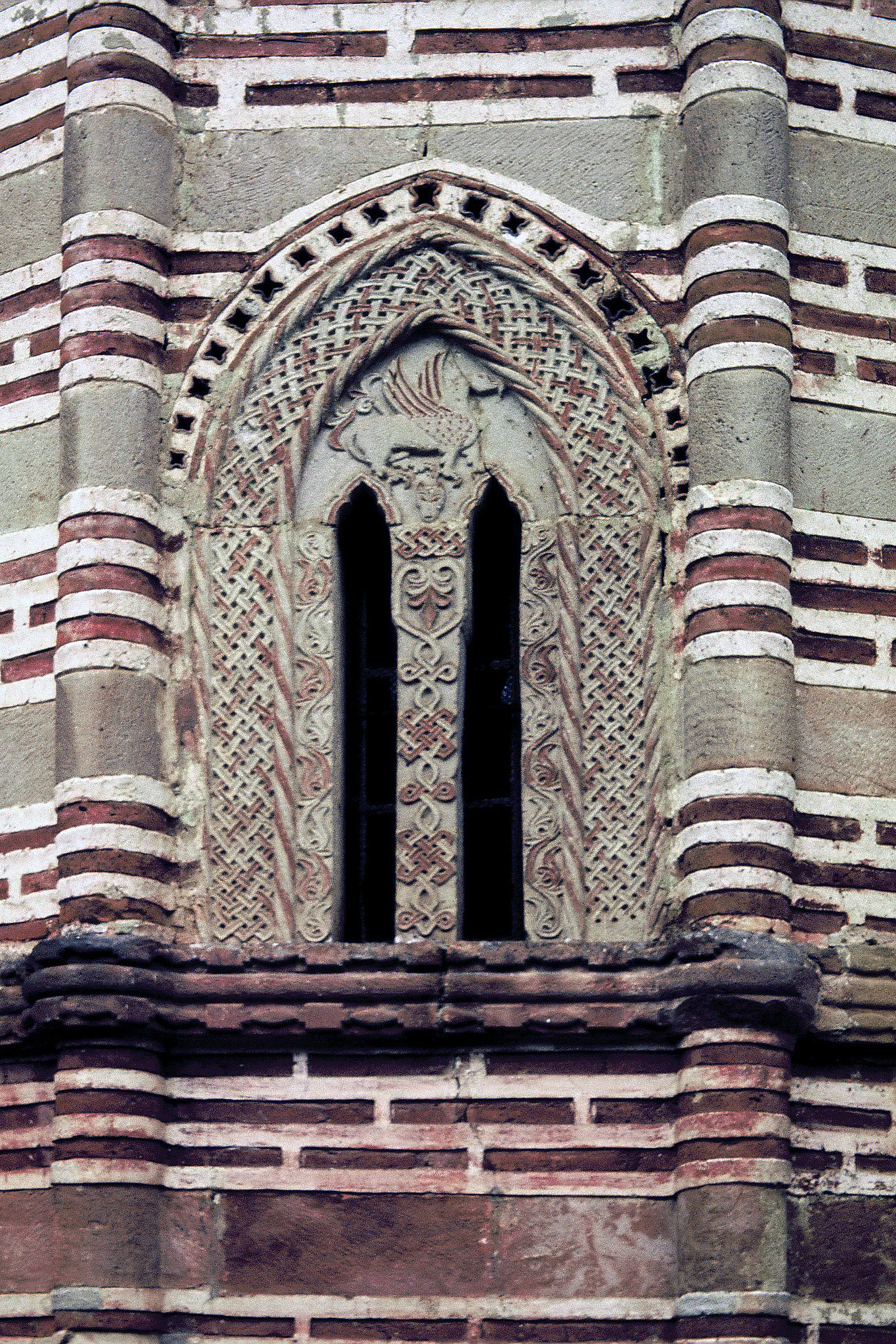
Rilievo del Grifone.
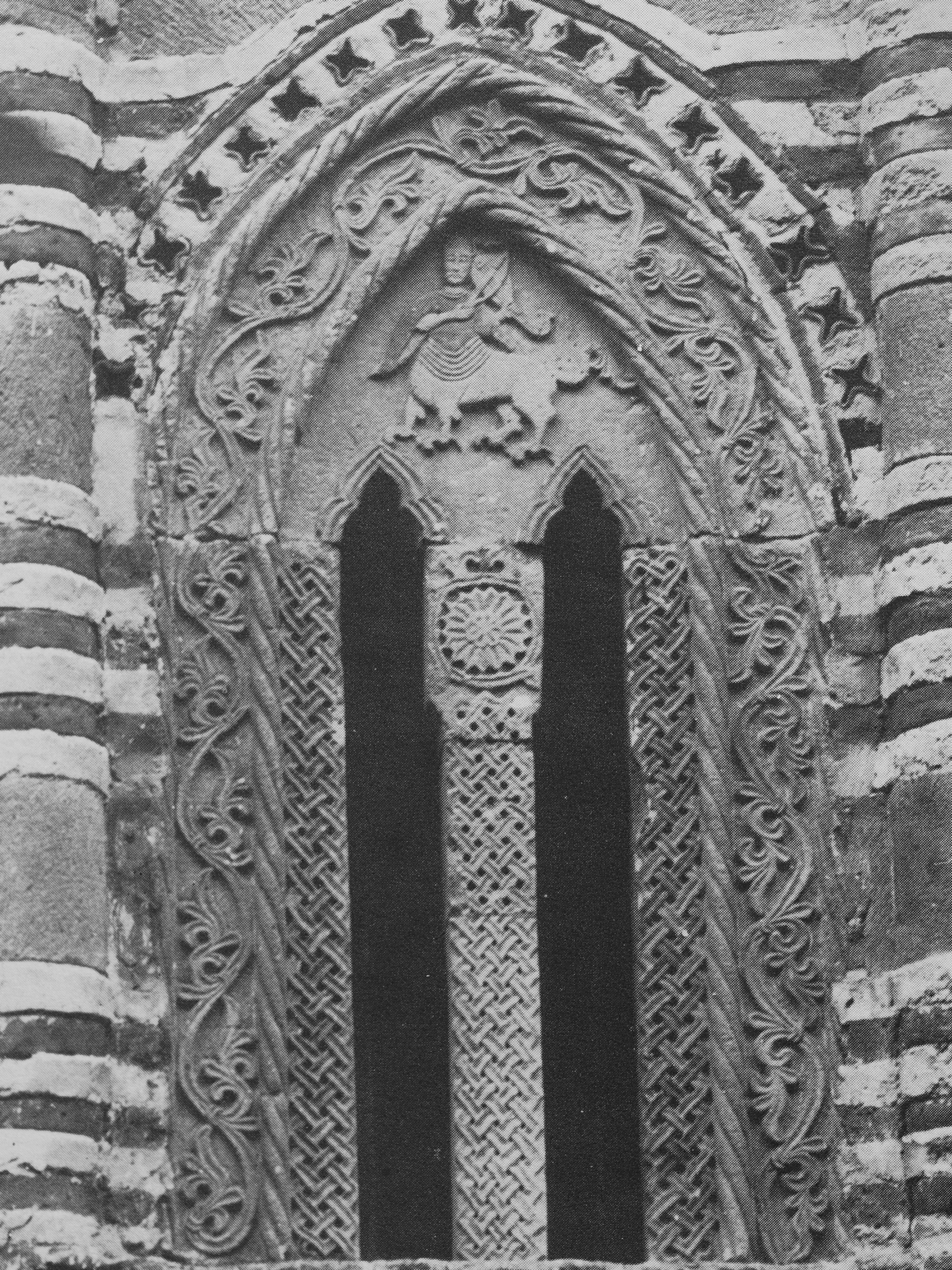
Rilievo del centauro Chirone, che la suona una gusla.
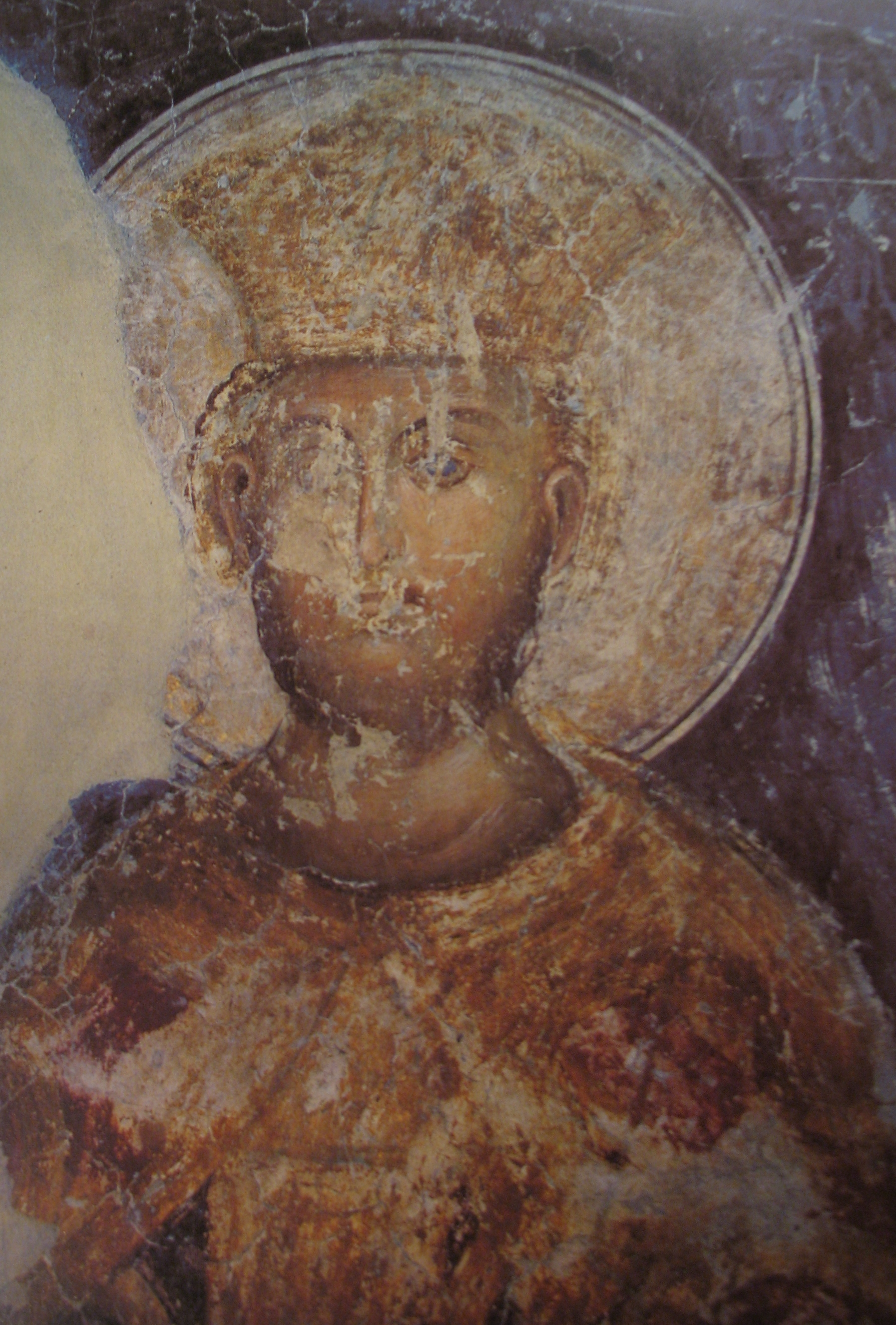
Ritratto affrescato di Stefan Lazarević.
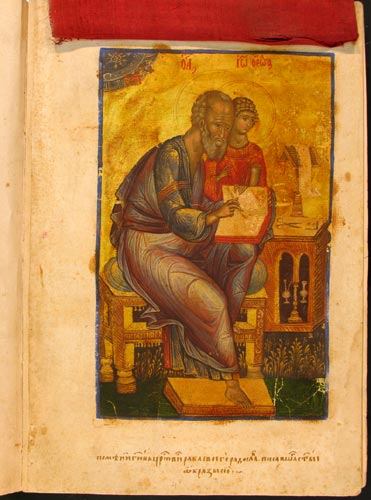
San Giovanni evangelista (1429): miniatura presente nell'Evangelario di Radoslav.